# Stjepan II. Lacković
Stjepan II. Lacković (deutsch Stephan II. Laczkowitsch, ungarisch II. Lackfi István; * vor 1354; † 27. Februar 1397 in Križevci) war Ban von Kroatien und Dalmatien aus dem Hause Lacković.

## Leben
Stjepan II. Lacković, genannt „von Čakovec“ (kroat. „Čakovečki“) war der Sohn von Stjepan I. Lacković, dem Herzog von Siebenbürgen und Ban von Kroatien, Slawonien und Dalmatien. Neben diesen Titeln trug er noch einige andere Titel, und zwar: Palatin von Ungarn, Fürst von Zadar, Herr der Međimurje mit der Festung Čakovec, Herr der Limbach (Slowenien) und Keszthely (Ungarn), Gespan von Zala, Veszprém und Győr (Ungarn), sowie Komárno (Slowakei).
Er wurde 1371 zum ersten Mal zum Ban von Kroatien und Dalmatien ernannt und regierte bis 1372. Zum zweiten Mal regierte er von 1383 bis 1384.
Am 27. August 1376 gründete er, damals Besitzer der Grafschaft Međimurje, das bedeutende Paulinerkloster der Sveta Jelena (hl. Helena), zwei Kilometer von der Stadt Čakovec entfernt, wo sich die Familiengrabstätte der Fürstenfamilie Zrinski befindet.
Lacković unterstützte König Karl von Durazzo (kroatisch: Karlo II. Drački) und nicht die Königin Maria, die Tochter König Ludwigs I., und ihren Ehemann Sigismund von Luxemburg. An der Schlacht von Nikopolis gegen die Osmanen nahm er dennoch zusammen mit Sigismund teil. Einige Monate nach der Niederlage in dieser Schlacht rief König Sigismund den kroatischen Sabor (Versammlung/Landtag) in der Stadt Križevci (deutsch: Kreutz) zusammen, beschuldigte Lacković, die Niederlage verursacht zu haben, und ließ ihn zusammen mit seinen Anhängern auf der Stelle ermorden. Das war die sogenannte „Blutige Versammlung von Križevci“, die am 27. Februar 1397 stattfand.